# One Mellon Center
One Mellon Center – wieżowiec w Pittsburghu, w stanie Pensylwania, w Stanach Zjednoczonych, o wysokości 221 m. Budynek został otwarty w 1983, posiada 55 kondygnacji.